# Miriam Stockley
Miriam Arlene Stockley (Johannesburgo, 15 de abril de 1962) é uma cantora e compositora sul-africana. Seu trabalho é influenciado pela música africana de seu país de origem, África do Sul. Seu distinto estilo vocal ganhou fama internacional quando Karl Jenkins lançou o Adiemus, projeto com Adiemus: Songs of Sanctuary, com Stockley como o vocalista.

## Primeiros anos
Com onze anos de idade, Stockley e sua irmã mais velha Avril formaram o grupo Stockley Sisters e tiveram sucesso com o cover de Shocking Blue "Venus" em 1976 no Top 30 da África do Sul, dez anos antes da versão doBananarama. Anos depois ela se mudou para Londres, na Inglaterra, para continuar sua carreira musical. Lá, ela contribuiu com vocais para vários álbuns e comerciais de TV.

## Carreira
Durante o final dos anos 80 e início dos anos 90, Stockley trabalhou como cantora de sessões para o trio de composição e produção do Reino Unido, Aitken e Waterman, e apareceu em faixas de nomes de Kylie Minogue, Jason Donovan e Sonia. Juntamente com a cantora Mae McKenna, acredita-se que Stockley tenha sido parcialmente responsável pelo distinto som de Stock, Aitken e Waterman dos anos 80.
Stockley forneceu backing vocals para a participação do Festival Eurovisão da Canção do Reino Unido em várias ocasiões, mais notavelmente com Emma em 1990 e para Katrina and the Waves quando eles venceram em Dublin em 1997.
Em 1991, Stockley tornou-se parte do grupo de dança Praise, cujo single Only You alcançou o número quatro no UK Singles Chart. Um ano depois, a banda, com Stockley nos vocais, lançou seu segundo single, Dream On, mas não teve o mesmo sucesso do single anterior e a banda decidiu encerrar. Em 1995, ela trabalhou com Karl Jenkins como vocalista em seu primeiro lançamento da Adiemus, que também lhe deu ampla exposição internacional em um comercial de televisão da Delta Air Lines e lançamento no álbum Pure Moods.
Stockley contribuiu para várias trilhas sonoras de filmes, incluindo O Senhor dos Anéis: A Sociedade do Anel, One Night Stand e The 10th Kingdom, em que aparece seu cover da música " Wishing on a Star " de Rose Royce. Sua música, Perfect Day, escrita por Colin Towns e também conhecida como Theme for the Lake District, foi a música tema do programa infantil da BBC " O Mundo de Peter Rabbit and Friends", de 1992 a 1995. Ela também apareceu como cantora em vários programas educativos da BBC, mais notavelmente Look and Read.

### Anos 2000
Em 2004, a Yamaha lançou o software Vocaloid, que permite que as pessoas criem sons de fundo sinteticamente. Uma das três vozes disponíveis do estúdio Zero-G lançadas para a primeira edição do software é baseada no material gravado por Stockley.
Em dezembro de 2006, Stockley contribuiu como vocalista solo e como co-vocalista com Mike Oldfield na turnê German Night of the Proms, consistindo em 18 shows. Ela também lançou seu terceiro álbum solo, uma coleção de padrões clássicos rearranjados intitulada Eternal, em 2006.
Em 2006, ela se juntou a Richard Gannaway e Jay Oliver como membro principal do grupo mundial de música AO Music (também conhecido como AO). Ela apareceu pela primeira vez no álbum Twirl, lançado em 17 de fevereiro de 2009 pelo selo indie do grupo Arcturian Gate (estreou em paradas musicais internacionais no nº 5). Twirl continha a música On Jai Ya; uma peça composta como música temática da Olímpiada de 2008, a pedido do Comitê Olímpico de Pequim. Por fim, a música não foi selecionada e depois escolhida como trilha sonora do trailer promocional de 2011 Project Peace on Earth. Twirl foi lançado para uma audiência internacional em 2009 com Stockley como vocalista principal do grupo.
Em junho de 2009, ela, Richard Gannaway e Jay Oliver compuseram e produziram a música Gaiya Lo Mane como tema musical da Fundação Give Kids the World.
Em fevereiro de 2011 Arcturian Gate lançou o terceiro álbum da AO Music ... And Love Rages!, onde a voz de Stockley é acompanhada por conjuntos de corais de crianças de Pequim, Tbilisi, Joanesburgo, Asheville e Orlando (ficou em segundo lugar internacionalmente e recebeu o "Melhor Álbum do Mundo de 2011" da Zone Music Reporter). Com o lançamento de ... And Love Rages on!, Miriam e AO Music se aliaram à HavServe sob a liderança da GlobalGiving para construir aldeias sustentáveis para as crianças do Haiti que foram desalojadas por um terremoto em 2010. Em 28 de março de 2011, ela foi convidada para uma apresentação privada na conferência internacional Education Without Borders, em Dubai.
Em março de 2013, o grupo AO Music lançou o Hokulea, que alcançou o terceiro lugar internacionalmente e manteve o top 20 do ranking (Zone Music Reporter) por cinco meses consecutivos. Com o lançamento de Hokulea, a AO Music estabeleceu-se oficialmente como 100% sem fins lucrativos através da AO Foundation International, apoiando várias organizações mundiais que atendem crianças desfavorecidas. Stockley também foi creditada como co-produtora de Hokulea.

## Vida pessoal
Stockley é casada com Rod Houison e o casal mora em Orlando, na Flórida. Eles têm dois filhos, Carly Houison e Leigh Brandon Houison.

## Discografia

### Álbuns solo
- Miriam (1999)
- Second Nature (2006)
- Eternal (2007)

### Álbuns de banda
- AO Music - Twirl (2009)
- AO Music - ... and Love Rages On! (2011)
- AO Music - Hokulea (2013)
- AO Music - Asha (2017)

### Outros trabalhos
Vocais de apoio:
- Nik Kershaw - Radio Musicola (1986)
- Roger Daltrey - não pode esperar para ver o filme (1987)
- Freddie Mercury & Montserrat Caballé - Barcelona (1988; backing vocals no " The Golden Boy ")
- Elaine Paige - The Queen Album (1988)
- Alphaville - " Romeos " (1989)
- Brian May - De volta à luz (1992)
- Eloy - The Tides Return Forever - Companhia dos Anjos (1994)
- Sonia - Can't Forget You (Canção de Sonia) (1989)
- Rainha - feita no céu (1995)
- Mike Oldfield - The Art no Heaven Concert (2000; backing vocals e vocal principal em " Moonlight Shadow ")
- Rainha: The Freddie Mercury Tribute Concert (DVD, 2002)
- Atlantis vs Avatar - Fiji (desde os vocais principais; Inferno Records, 2000)
- O senhor dos Anéis
- Skylanders: a aventura de Spyro